# Hitin disaharidna deacetilaza
Hitin disaharidna deacetilaza (EC 3.5.1.105, hitobioza amidohidolaza, COD, hitin oligosaharidna deacetilaza, hitin oligosaharidna amidohidolaza) je enzim sa sistematskim imenom 2-(acetilamino)-4-O-(2-(acetilamino)-2-dezoksi-beta--glukopiranosil)-2-dezoksi-D-glukopiranoza acetilhidrolaza. Ovaj enzim katalizuje sledeću hemijsku reakciju
2-(acetilamino)-4-O-[2-(acetilamino)-2-dezoksi-beta--glukopiranozil]-2-dezoksi-beta--glukopiranoza + 2O {\displaystyle \rightleftharpoons } 2-(acetilamino)-4-O-(2-amino-2-dezoksi-beta--glukopiranozil)-2-dezoksi-beta--glukopiranoza + acetat 
Ovaj enzim učestvuje u kataboličkoj kaskadi hitinolutičkih Vibrio vrsta.

## Literatura
- Nicholas C. Price; Lewis Stevens (1999). Fundamentals of Enzymology: The Cell and Molecular Biology of Catalytic Proteins (Third изд.). USA: Oxford University Press. ISBN 019850229X.
- Eric J. Toone (2006). Advances in Enzymology and Related Areas of Molecular Biology, Protein Evolution (Volume 75 изд.). Wiley-Interscience. ISBN 0471205036.
- Branden C; Tooze J. Introduction to Protein Structure. New York, NY: Garland Publishing. ISBN 0-8153-2305-0.
- Irwin H. Segel. Enzyme Kinetics: Behavior and Analysis of Rapid Equilibrium and Steady-State Enzyme Systems (Book 44 изд.). Wiley Classics Library. ISBN 0471303097.
- William P. Jencks (1987). Catalysis in Chemistry and Enzymology. Dover Publications. ISBN 0486654605.

## Spoljašnje veze
- Chitin+disaccharide+deacetylase на 